# Szkoła Topografów Wojskowych
Szkoła Topografów Wojskowych, w literaturze także Wojskowa Szkoła Topograficzna (ros. Военно-топографическое училище) – rosyjska instytucja edukacyjna, istniejąca w Petersburgu, której ukończenie dawało absolwentom wykształcenie średnie specjalne (wojskowe – oficer topografii).

## Historia
Jesienią 1822 roku otwarto Petersburską Szkołę Topografów, której celem było uzupełnienie Korpusu Topografów Wojskowych. Od 1832 – Szkoła Topografów, od 1863 – Kolegium Topografów, od 01.08.1867 – Szkoła Topografów Wojskowych (Wojskowa Szkoła Topograficzna). Szkoła składała się z 1 kompanii, liczba podchorążych była niewielka (w 1912 r. – 50 podchorążych), w przededniu I wojny światowej – 100 osób. Celem szkoły było szkolenie i przygotowywanie oficerów do korpusu topografów wojskowych w celu opracowywania prac trygonometrycznych, topograficznych i kartograficznych. Studia trwały 3 lata, trzeci kurs był fakultatywny i szkolił oficerów triangulacyjnych. Po wybuchu I wojny światowej szkoła zmieniła cykl nauczania na ośmiomiesięczny. Absolwenci otrzymywali stopień chorążego.
Latem 1917 roku praktyczne ćwiczenia terenowe dla podchorążych odbywały się w rejonie miast Wołsk i Chwalińsk w guberni saratowskiej. Łącznie przebazowano 323 kadetów i 32 oficerów wraz z odpowiednim wsparciem logistycznym. Jesienią Rząd Tymczasowy podjął decyzję o ewakuacji wszystkich służb i majątku szkoły z Piotrogrodu do Chwalińska.
W ciągu 95 lat od 1822 do 1917 roku Szkoła Topografów (Szkoła Topografów, Wojskowa Szkoła Podchorążych Topografii) wykształciła ponad 1500 oficerów – topografów wojskowych.
Rozwiązano ją 6 listopada 1918. W lutym 1918 r. na jej terenie otwarto I Radzieckie Dowódcze Kursy Piechoty Armii Czerwonej.

## Komendanci szkoły
- 06.03.1886 – 11.03.1903 – generał major, od 30.08.1894 generał porucznik Nikołaj Artamonow;
- 20.03.1903 – 08.04.1911 – generał major, od 1904 generał porucznik Iliodor Pomierancew;
- 27.04.1911 – po 01.01.1916 – pułkownik, od 12.06.1913 – generał major Nikołaj Niedzwiedzki;
- 31.05.1917 – 03.04.1918 – pułkownik Iwan Swiszczew p.o. komendanta szkoły[3].

## Absolwenci szkoły
W nawiasie obok nazwiska podano rok ukończenia szkoły.

Polacy – późniejsi generałowie:

- Ryszard Bitner[4].